# 经济管理出版社
经济管理出版社，是一家中华人民共和国出版社，总部位于北京。

## 概述
前身是成立于1979年的经济管理杂志社。1984年成立于北京。经济管理出版社是中国社会科学院工业经济研究所所属的为科研服务的经济类专业出版社，该社主要出版有关国民经济与管理、部门经济与管理、微观经济与管理和改革开放方面的图书。此外该社出版的《经济管理》、《中国工业经济研究》、《中国经济年鉴》三种期刊。